# Sistemi aeroportuali del mondo per traffico passeggeri
I sistemi aeroportuali del mondo per traffico passeggeri vengono misurati sommando i passeggeri trasportati per ogni singolo aeroporto che serve una città. Londra, con sei aeroporti nell'area metropolitana, è il maggior sistema aeroportuale mondiale e quindi la città che movimenta più passeggeri in assoluto. Il singolo aeroporto più trafficato al mondo è però l'Aeroporto Internazionale di Atlanta-Hartsfield-Jackson.

## 2012
La seguente classifica si riferisce ai dati riportati dall'Airports Council International nel 2012:
| Posizione | Stato               | Città area metropolitana | Codice IATA sistema | Totale passeggeri | Aeroporti                                                                     |
| --------- | ------------------- | ------------------------ | ------------------- | ----------------- | ----------------------------------------------------------------------------- |
| 1.        | Regno Unito         | Londra                   | LON                 | 134 997 486       | Heathrow, Gatwick, Stansted, Luton, City, Southend                            |
| 2.        | Stati Uniti         | New York                 | NYC                 | 112 427 757       | John F. Kennedy, Newark, LaGuardia, Westchester County, Long Island, Stewart  |
| 3.        | Giappone            | Tokyo                    | TYO                 | 99 879 178        | Haneda, Narita, Ibaraki                                                       |
| 4.        | Stati Uniti         | Atlanta                  | ATL                 | 95 462 867        | Hartsfield-Jackson                                                            |
| 5.        | Francia             | Parigi                   | PAR                 | 92 738 772        | Charles de Gaulle, Orly, Beauvais, Châlons-en-Champagne                       |
| 6.        | Stati Uniti         | Chicago                  | CHI                 | 86 356 630        | O'Hare, Midway, Gary, Rockford                                                |
| 7.        | Cina                | Pechino                  | BJS                 | 85 389 239        | Capital, Nanyuan                                                              |
| 8.        | Stati Uniti         | Los Angeles              | LAX                 | 84 129 635        | Los Angeles, Long Beach, Bob Hope, John Wayne, Ontario                        |
| 9.        | Cina                | Shanghai                 | SHA                 | 78 708 890        | Pudong, Hongqiao                                                              |
| 10.       | Stati Uniti         | Miami                    | MIA                 | 68 626 693        | Miami, Fort Lauderdale, Palm Beach                                            |
| 11.       | Stati Uniti         | Dallas                   | DFW                 | 66 764 842        | Dallas/Fort Worth, Love Field                                                 |
| 11.       | Stati Uniti         | Fort Worth               | DFW                 | 66 764 842        | Dallas/Fort Worth, Love Field                                                 |
| 12.       | Emirati Arabi Uniti | Dubai                    | DXB                 | 65 201 088        | Dubai, World Central-Al Maktoum, Sharjah                                      |
| 13.       | Stati Uniti         | Washington               | WAS                 | 64 717 998        | Dulles, Ronald Reagan, Thurgood Marshall                                      |
| 13.       | Stati Uniti         | Baltimora                | WAS                 | 64 717 998        | Dulles, Ronald Reagan, Thurgood Marshall                                      |
| 14.       | Russia              | Mosca                    | MOW                 | 63 888 632        | Domodedovo, Šeremet'evo, Vnukovo                                              |
| 15.       | Stati Uniti         | San Francisco            | SFO                 | 62 736 923        | San Francisco, Oakland, San Jose, Charles M. Schulz                           |
| 15.       | Stati Uniti         | Oakland                  | SFO                 | 62 736 923        | San Francisco, Oakland, San Jose, Charles M. Schulz                           |
| 15.       | Stati Uniti         | San Jose                 | SFO                 | 62 736 923        | San Francisco, Oakland, San Jose, Charles M. Schulz                           |
| 16.       | Germania            | Francoforte sul Meno     | FRA                 | 61 013 452        | Francoforte sul Meno, Hahn                                                    |
| 17.       | Turchia             | Istanbul                 | IST                 | 59 485 750        | Atatürk, Sabiha Gökçen                                                        |
| 18.       | Brasile             | San Paolo                | SAO                 | 59 016 229        | Guarulhos, Congonhas, Viracopos-Campinas, Campo de Marte, São José dos Campos |
| 19.       | Thailandia          | Bangkok                  | BKK                 | 58 985 469        | Suvarnabhumi, Don Mueang                                                      |
| 20.       | Corea del Sud       | Seul                     | SEL                 | 58 583 599        | Incheon, Gimpo                                                                |
| 21.       | Indonesia           | Giacarta                 | JKT                 | 57 831 462        | Soekarno-Hatta, Halim Perdanakusuma                                           |
| 22.       | Hong Kong           | Hong Kong                | HKG                 | 56 057 751        | Chek Lap Kok                                                                  |
| 23.       | Stati Uniti         | Denver                   | DEN                 | 53 156 278        | Denver                                                                        |
| 24.       | Italia              | Milano                   | MIL                 | 51 657 911        | Malpensa, Linate, Orio al Serio                                               |
| 25.       | Singapore           | Singapore                | SIN                 | 51 181 804        | Changi                                                                        |
| 26.       | Paesi Bassi         | Amsterdam                | AMS                 | 51 035 590        | Schiphol                                                                      |
| 27.       | Stati Uniti         | Houston                  | HOU                 | 50 326 484        | George Bush, William P. Hobby                                                 |
| 28.       | Cina                | Canton                   | CAN                 | 48 731 462        | Baiyun, Foshan                                                                |
| 29.       | Spagna              | Madrid                   | MAD                 | 45 224 305        | Barajas, Torrejón, Cuatro Vientos                                             |
| 30.       | Stati Uniti         | Phoenix                  | PHX                 | 41 808 611        | Sky Harbor, Mesa Gateway                                                      |
| 31.       | Italia              | Roma                     | ROM                 | 41 478 2870       | Fiumicino, Ciampino                                                           |
| 32.       | Malaysia            | Kuala Lumpur             | KUL                 | 41 330 380        | Kuala Lumpur, Subang                                                          |
| 33.       | Stati Uniti         | Charlotte                | CLT                 | 41 228 372        | Douglas                                                                       |
| 34.       | Stati Uniti         | Las Vegas                | LAS                 | 40 799 830        | McCarran                                                                      |
| 35.       | Germania            | Monaco di Baviera        | MUC                 | 39 227 979        | Monaco di Baviera, Memmingen                                                  |
| 36.       | Spagna              | Barcellona               | BCN                 | 38 927 906        | El Prat, Girona, Reus, Sabadell, Lleida                                       |
| 37.       | Canada              | Toronto                  | YTO                 | 37 163 947        | Pearson, Billy Bishop, Hamilton                                               |
| 38.       | Australia           | Sydney                   | SYD                 | 36 920 000        | Sydney                                                                        |
| 39.       | Stati Uniti         | Orlando                  | ORL                 | 36 525 430        | Orlando, Sanford                                                              |
| 40.       | Stati Uniti         | Boston                   | BOS                 | 36 116 165        | Logan, Manchester-Boston, T. F. Green, Worcester                              |
| 41.       | India               | Delhi                    | DEL                 | 35 881 965        | Indira Gandhi                                                                 |
| 42.       | Stati Uniti         | Minneapolis              | MSP                 | 33 170 960        | Minneapolis-Saint Paul                                                        |
| 42.       | Stati Uniti         | Saint Paul               | MSP                 | 33 170 960        | Minneapolis-Saint Paul                                                        |
| 43.       | Taiwan              | Taipei                   | TPE                 | 33 095 525        | Taoyuan, Songshan                                                             |
| 44.       | Filippine           | Manila                   | MNL                 | 32 867 885        | Manila, Clark                                                                 |
| 45.       | Giappone            | Osaka                    | OSA                 | 32 793 277        | Kansai, Itami, Kobe                                                           |
| 46.       | Stati Uniti         | Seattle                  | SEA                 | 32 467 007        | Seattle-Tacoma                                                                |
| 47.       | Stati Uniti         | Detroit                  | DTT                 | 32 406 159        | Metropolitan Wayne County                                                     |
| 48.       | Cina                | Chengdu                  | CTU                 | 31 595 130        | Chengdu Shuangliu                                                             |
| 49.       | Stati Uniti         | Filadelfia               | PHL                 | 30 839 175        | Filadelfia                                                                    |
| 50.       | India               | Mumbai                   | BOM                 | 30 747 841        | Chhatrapati Shivaji                                                           |
| 51.       | Messico             | Città del Messico        | MEX                 | 30 463 967        | Benito Juárez, Toluca                                                         |
| 52.       | Cina                | Shenzhen                 | SZX                 | 29 569 725        | Bao'an                                                                        |
| 53.       | Australia           | Melbourne                | MEL                 | 29 297 387        | Tullamarine, Avalon, Essendon, Moorabbin                                      |
| 54.       | Brasile             | Rio de Janeiro           | RIO                 | 26 498 600        | Galeão, Santos Dumont                                                         |
| 55.       | Danimarca           | Copenaghen               | CPH                 | 25 873 527        | Copenaghen, Roskilde                                                          |
| 55.       | Svezia              | Malmö                    | MMA                 | 25 873 527        | Malmö, Ängelholm/Helsingborg                                                  |
| 56.       | Colombia            | Bogotà                   | BOG                 | 25 525 873        | El Dorado, Guaymaral                                                          |
| 57.       | Norvegia            | Oslo                     | OSL                 | 25 518 536        | Gardermoen, Moss, Sandefjord                                                  |
| 58.       | Belgio              | Bruxelles                | BRU                 | 25 487 759        | Zaventem, Charleroi                                                           |
| 59.       | Germania            | Berlino                  | BER                 | 25 261 477        | Tegel, Schönefeld                                                             |
| 60.       | Turchia             | Adalia                   | AYT                 | 24 993 667        | Adalia                                                                        |
| 61.       | Svizzera            | Zurigo                   | ZRH                 | 24 802 466        | Kloten                                                                        |
| 62.       | Svezia              | Stoccolma                | STO                 | 24 452 326        | Arlanda, Bromma, Skavsta, Västerås,                                           |
| 63.       | Regno Unito         | Manchester               | MAN                 | 20 895 385        | Manchester                                                                    |